# Partidor de Balaguer
El Partidor de Balaguer és un embassament d'unes 68 hectàrees situat aigües avall i immediatament després de l'embassament de Sant Llorenç de Montgai. D'ell neix el Canal de Balaguer. Es coneix també com a "Partidor de Gerb" o "Embassament del Canal de Balaguer".
La dinàmica fluvial del Segre i les acumulacions de materials han creat dues illes fluvials recobertes de salzedes i alberedes (hàbitat d'interès comunitari 92A0). Els arbres més abundants són el salze blanc (Salix alba), el saulic (Salix purpurea), l'àlber (Populus alba) i el pollancre (Populus nigra). A prop de la resclosa hi ha espècies exòtiques com l'ailant (Ailanthus altissima) i el lledoner (Celtis australis).
Segons la cartografia dels hàbitats de Catalunya, en aquesta zona apareixen els hàbitats d'interès comunitari:
- 92A0 "Alberedes, salzedes i altres boscos de ribera"
- 6220 "Prats mediterranis rics en anuals, basòfils (Thero-Brachypodietalia)".
- 6420 "Jonqueres i herbassars graminoides humits,mediterranis, del Molinio-Holoschoenion"
- 3250 "Rius mediterranis amb vegetació del Glaucion flavi" (vegetació de lleres pedregoses dels rius mediterranis).

El Partidor de Balaguer ha esdevingut un espai de gran interès per a la nidificació, refugi i hivernada d'ocells. Hi nidifiquen espècies com l'agró roig (Ardea purpurea), el cabussó emplomallat (Podiceps cristatus) o el cabusset (Tachybaptus ruficollis). A l'hivern es concentren a la zona nombroses anàtides, fotges i limícoles.
Aquest espai disposa d'un mirador -amb un observatori de fusta i bancs -que facilita als visitants l'observació dels ocells i del paisatge. L'espai es veu afectat per la regulació de les aigües realitzada als embassament situats aigües amunt (Sant Llorenç de Montgai, Camarasa, etc.) i per una certa eutrofització i contaminació d'aigües d'origen agrari i urbà. Té lloc una colmatació natural per part de sediments arrossegats pel Segre.
La zona humida "Partidor de Balaguer" està inclosa dins l'espai del PEIN "Aiguabarreig Segre-Noguera Pallaresa", dins l'espai de la Xarxa Natura 2000 ES5130014, del mateix nom, i dins la Reserva natural de fauna salvatge de Sant Llorenç de Montgai.